# Loomio

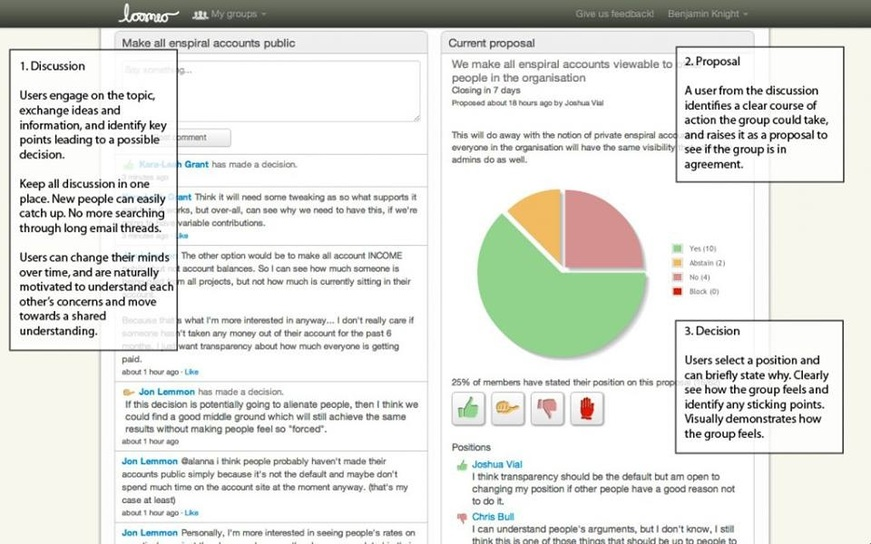
Immagine di Loomio

Loomio è un "software per prendere decisioni" per aiutare gruppi nei processi di presa di decisioni collaborativa.
È un'applicazione web di software libero. Gli utenti cominciano discussioni e inseriscono proposte. Mentre le discussioni avanzano il gruppo riceve riscontri su una proposta attraverso un grafico a torta aggiornato.
Nel 2014, hanno raccolto oltre 100 000 $ attraverso il crowdfunding, per sviluppare Loomio 1.0, con il supporto per telefoni cellulari.
È sviluppato da un gruppo di sviluppatori con sede a Wellington (Nuova Zelanda).
Ci sono contributori al progetto da tutto il mondo.

## Progetti che usano Loomio
I progetti più prominenti che usano Loomio per il lavoro collaborativo basato su processi democratici:
- Students for Cooperation[8]
- Podemos[9]
- Diaspora*[10]
- Real democracy[11]
- Partito Pirata belga